# 豆野螟
豆野螟（学名：Maruca vitrata）又名豇豆荚螟、豆蛀螟、大豆卷叶螟、豆叶螟、豆荚野螟、豇豆钻心虫、豆卷叶螟、豇豆螟，是鳞翅目草螟科豆荚野螟属的一种昆虫，是豇豆等豆类蔬菜的重要害虫。
一些中文文献常将豆野螟的异名Maruca testulalis译作“豆荚螟”，因而常与Etiella zinckenella（豆荚螟）混淆。

## 习性
豆野螟偏好在寄主花（蕾）产卵，卵期为3至5天。初孵幼虫在寄主花器内取食，2至3龄幼虫通过吐丝连接受害花器与近花端的果枝，然后转移到豆荚内为害。老熟幼虫多数钻入土缝内做土室结荚化蛹，少数则在植株或豆架杆内化蛹。

## 危害
豆野螟已知危害的寄主超过73种，包括豇豆、绿豆、四季豆、豌豆、木豆、大豆等荚面少毛的豆类作物。豇豆受害最为严重，可导致高达72%的产量损失。

## 防治
豆野螟的防治主要依赖化学农药，但这引发了豇豆等豆类蔬菜中的质量安全问题。豆野螟幼虫具有钻蛀取食的习性，能有效躲避多种杀虫剂的喷施，导致施药效果不佳。
为了解决农药问题，生物防治成为豆野螟绿色防控体系的重要组成部分。利用害虫天敌（寄生性与捕食性昆虫）、病原微生物、植物等生物及其产物，能有效抑制豆野螟的种群数量和抗药性的产生。